# Grégory Miermont

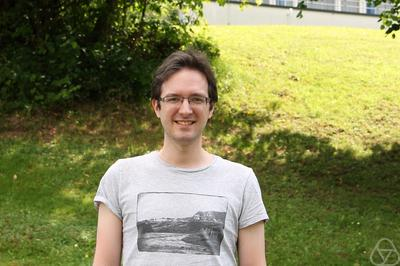
Grégory Miermont

Grégory Miermont (* 16. Juli 1979 in Paris) ist ein französischer Mathematiker, der sich mit Wahrscheinlichkeitstheorie befasst.
Miermont studierte 1998 bis 2002 an der École normale supérieure von Paris und wurde 2003 bei Jean Bertoin an der Universität Paris VI (Pierre et Marie Curie) promoviert (Coalescence, Fragmentation et Processus de Lévy et Arbres Aléatoires). 2001/02 war er an der University of California, Berkeley. Von 2004 bis 2009 war er Chargé de recherche des Centre national de la recherche scientifique (CNRS) an der Universität Paris-Süd und der École Normale Supérieure  und habilitierte im Jahre 2008 (Arbres, cartes, fragmentationet coalescence aleatoires). Seit 2009 war er Professor an der Universität Paris-Süd. Im Semester 2011/12 war er Gastprofessor an der University of British Columbia in Kanada. Seit 2012 ist er Professor an der École normale supérieure de Lyon.
2009 erhielt er den Rollo-Davidson-Preis. 2012 erhielt er den EMS-Preis. In der Laudatio wurden seine „herausragenden Arbeiten über Skalierungsgrenzwerte zufälliger Strukturen wie Bäume oder ebener Karten“ hervorgehoben und seine „innovative Behandlung von Zufallsmetriken“. Insbesondere bewies er auch asymptotische Formeln für die Anzahl der bipartiten Quadrangulierungen einer Fläche (Zerlegung in ein Vierecksnetz). Diese definieren Brownsche Karten (Brownian Maps) und Miermont bewies 2011 die Konvergenz des Grenzübergangs für solche Zufallskarten (Einbettungen von Graphen in die Sphäre oder andere Flächen). Die Beschäftigung damit hat Verbindungen zu theoretischen Arbeiten über Quantengravitation.
2009 erhielt er den Rollo-Davidson-Preis, 2014 den Doeblin-Preis und 2015 war er Medaillon Lecturer (Compact Brownian Surfaces).
Er arbeitete unter anderem mit Jean-François Le Gall und David Aldous zusammen und ist Mitherausgeber der Annales de l’Institut Henri Poincaré (Serie B) und von Probability Theory and Related Fields.

## Schriften (Auswahl)
- mit D. Aldous, J. Pitman: Brownian Bridge asymptotics for random p-mappings, Electronic J. Prob., Band 9, 2004, S. 37–56
- Self-similar fragmentations derived from the stable tree. I. Splitting at heights, Probab. Theory Related Fields, Band 127, 2003, S.  423–454
- mit   B. Haas: The genealogy of self-similar fragmentations with negative index as a continuum random tree, Electron. J. Probab, Band 9, 2004, S. 57–97
- Mosaïques sur des cartes aléatoires en genre arbitraire (Tesseltations of random maps of arbitrary genus), Ann. Scientific. École Normale Supérieure, Band 42, 2009, S. 725–781
- The Brownian map is the scaling limit of uniform random plane quadrangulations,  Acta Math., Band 210, 2013, S. 319–401, Project Euclid, Arxiv
- mit Jean-François Marckert: Invariance principles for random bipartite planar maps, Ann. Probab.,  Band 35,  2007, S. 1642–1705
- mit Mathilde Weill: Radius and profile of random planar maps with faces of arbitrary degrees, Electron. J. Probab., Band 13, 2008, S.  79–106
- Invariance principles for spatial multitype Galton-Watson trees, Ann. Inst. Henri Poincaré Probab. , Stat., Band 44, 2008, S. 1128–1161
- Aspects of Random Maps, Saint-Flour Probability Summer School 2014